# Tasa de Santillán
La Tasa de Santillán (Tassa di Santillán) fu un'imposta applicata sul lavoro dei nativi americani del Regno del Cile dall'allora governatore reale García Hurtado de Mendoza. Si trattava della prima regolamentazione del sistema delle encomienda in Cile. Promulgata nel 1558, era il primo gruppo di leggi che regolavano il lavoro tra spagnoli e Mapuche. Il suo inventore fu il giurista Hernando de Santillán, che giunse in Cile con Garcia Hurtado de Mendoza. 

## Descrizione
Questa tassa era un sistema di lavoro indiano che, invece di far lavorare ogni indiano in un repartimiento, creava un sistema in cui effettuavano a turno questo lavoro. Il cacique di ogni tribù era obbligato a mandare un uomo ogni sei mesi nella encomienda per lavorare nelle miniere, ed uno ogni cinque per i campi. Questo operaio, che fino ad allora non veniva pagato, riceveva come compenso un sesto di quello che aveva prodotto. Il tipo di salario dovuto, chiamato Sesmo, era pagato ogni fine mese. Erano esentati dal lavoro le donne e gli uomini minori di 18 anni o maggiori di 50. Si stabiliva che gli encomendero dovevano garantire ai lavoratori condizioni di salute, fornendogli anche una veloce evangelizzazione. 
La durata della Tasa de Santillán così come si presentava in origine non durò a lungo prima che il successivo governatore la abolì quasi integralmente. Questa tassa permetteva agli spagnoli come Pedro Avendaño di abusare enormemente degli indiani nelle loro encomienda, ponendo i semi delle future ribellioni, soprattutto tra gli Huilliche. In sostituzione della Tasa de Santillán, il governatore Martín Ruiz de Gamboa creò con un decreto una nuova imposta nel 1580, nota come Tasa de Gamboa. 